# Dubrovniks akvarium
Dubrovniks akvarium (kroatiska: Akvarij Dubrovnik) är ett havsakvarium i Dubrovnik i Kroatien. Akvariet drivs av Institutet för havs- och kustforskning (Institut za more i priobalje) som sorterar under Dubrovniks universitet och ligger i S:t Johannes fästning i Gamla stan. Dess symbol som också går att se i akvariet är sjöhästen.

## Beskrivning
I akvariets 31 akvarium presenteras en del av Adriatiska havets fauna och flora. I det första av tre stora akvarier, samtliga nedsänkta i det stenbelagda golvet, lever inhemska arter. Till de arter som finns i de olika akvarierna hör bland annat serilor, oäkta karettsköldpaddor, ålar, humrar, sjöstjärnor, havsanemoner och koralldjur.